# マルコ・フェッランテ
マルコ・フェッランテ（Marco Ferrante 1971年2月4日 - ）は、イタリア・ヴェッレトリ出身の元サッカー選手。フォワード。

## 経歴
SSCナポリユース出身、1989年にナポリでセリエAデビューを果たした。1991-92シーズン、ピサで13ゴールを挙げ、パルマに移籍したが、11試合でノーゴールに終わった。
トリノFC時代の1998-99シーズンにセリエB得点王に輝き、翌1999-2000シーズンはセリエAで得点ランキング4位タイの18ゴールを挙げた。トリノでは2001年にインテルナツィオナーレ・ミラノに買い取りの権利付きで半期のレンタル移籍したが、(11試合で1得点に終わり、買い取られずトリノに複帰した。)約8シーズン在籍、通算252試合で125得点を挙げた。
2007年、エラス・ヴェローナで引退。
フル代表経験は無いが、イタリアU-21代表として、1992年のバルセロナ五輪に参加した。

## タイトル
ナポリ
- セリエA : 1989-90
- UEFAカップ : 1989-90
- スーペルコッパ・イタリアーナ : 1990

パルマ
- UEFAカップウィナーズカップ : 1992-93

個人タイトル
- セリエB得点王 : 1998-99